# Мюлазим
Мюлазим (или мулязим (араб. ملازم‎) е младши офицерски чин във въоръжените сили на късната Османска империя, еквивалентен на лейтенант. Имал е две степени:
- Mülâzım-ı evvel, или старши лейтенант;
- Mülâzım-ı sani, или младши лейтенант.

Редица военни реформи обаче засягат военните чинове (и техните имена и униформи) през историята на Османската империя.[ неясно? ]